# Nepeta komarovii
Nepeta komarovii là một loài thực vật có hoa trong họ Hoa môi. Loài này được E.A.Busch mô tả khoa học đầu tiên năm 1939.